# سنغري
سينغري (هانغل: 이승현) واسمه الأصلي لي سونغ هيون  (من مواليد 12 ديسمبر 1990 في غوانغجو، كوريا الجنوبية) هو مغني وراقص وكاتب أغاني ومنتج أغاني ودي جي وعارض أزياء وممثل ورجل أعمال جنوب كوري بدأ مسيرته الفنية في عام 2006، كأصغر عضو في فرقة بيغ بانغ، التي تعد أكثر الفرق شعبية في آسيا ومبيعًا في العالم.
في 11 مارس 2019، وبعد فضيحة ملهى الشمس الحارقة، أعلن سنغري تقاعده المؤقت من صناعة الترفيه. بعد اشتباهات بتورطه في عدد من الأنشطة الغير قانونية. حيث لا يزال التحقيق مستمرا.

## السيرة الذاتية
لي سينغري اسمه الفني 'سينغري' ترسم مع بيغ بانغ عام 2006 وترسم كمنفرد عام 2009 تحت وكالة وايجي انترتيمينت، سينغري رجل أعمال ويعمل في عدة مجالات منها سلسلة المطاعم 'اوري رامين' والذي يمتلك 35 فرع (حتى الآن)في شتى بقاع العالم، قبل ان ينضم سينغري إلى فرقة بيغ بانغ كان عضو وقائد فرقة الرقص (قوانق جو)، ظهر لأول مرة على التلفاز في برنامج Let's Cokeplay كان البرنامج عبارة عن راقصين يتبارون في معركة لكي يكونوا فرقة رقص↵على الرغم من مهارات سينغري في الرقص إلا أنه كان يفتقر للمهارات الصوتية وهذا سبب خروجه من البرنامج، ↵بعد أن خرج سينغري من البرنامج أكتشفته وكالة وايجي وقاموا بتبنيه وأصبح متدرب لديهم كانت الوكالة متردده في إدخاله إلى فرقة بيغ بانغ لافتقاره لبعض المهارات↵بعد مرور سينغري ببعض المصاعب أقتنعت الوكالة بوضع سينغري في الفرقة كعضو رسمي.

## الفضيحة والاعتزال
في أواخر عام 2018، وإبان اندلاع فضيحة ملهى الشمس الحارقة في كوريا الجنوبية سطع اسم سنغري كأحد المتورطين في قضية الاعتداء التي دارت رحاها في الملهى. في 31 يناير 2019، أصدر يانغ هيون سوك بيانًا رسميًا عبر المدونة الرسمية لوكالة واي جي إنترتينمنت صرح من خلاله بأن الوكالة تدير عقود فنانيها وأنظمتها الإدارية بصفة حصرية منعا لتكرار الحوادث والأخطاء، لكن مشاريع الفنانين الخاصة تبقى منفصلة تماما عنها. وأضاف بعد استجواب سنغري بأنه غادر الملهى في الساعة 3 من صباح يوم 24 نوفمبر 2018، بينما وقع حادث الاعتداء سبب الفضيحة في السادسة صباحًا. بالإضافة إلى ذلك كشف يانغ هيون سوك أن سنغري استقال من منصبه كمدير تنفيذي في الملهى في أوائل سنة 2019 وأنه بصدد الاستقالة من جميع المناصب التي يشغلها في أعماله الأخرى التزاما بالقوانين المتعلقة بالخدمة العسكرية (وفقًا للمادة 30 من القانون الخاص بالخدمة العسكرية في كوريا الجنوبية) استعدادا لموعد تجنيده العسكري الإلزامي في مارس أو أبريل. في 2 فبراير 2019، نشر سنغري بيانا على صفحته الخاصة على انستغرام، نفى من خلاله جل الاتهامات مضيفا بأنه لا يدير أو يملك الملهى وانما كان يشغل منصب مدير العلاقات العامة والوجه الاعلاني فقط بالتوازي، اعتذر الرئيس التنفيذي لإدارة ملهى الشمس الحارقة لي مون هو رسميًا عن الاشاعات التي ألحقت بالمغني. في 13 فبراير 2019، طفت شبهة ترويج المخدرات في ملهى الشمس الحارقة. بعد يومين، اعتذر سنغري للجمهور خلال حفله المنفرد مؤكدا أنه سوف بكون أكثر حذرا
في 26 فبراير 2019، أذاعت قناة SBS FunE الكورية على لسان الصحفية الاستقصائية الشهيرة كانغ كيونغ يون دردشة خاصة على تطبيق كاكاوتالك تمت خلال ديسمبر 2015 تظهر أن سنغري خطط لاستقطاب مستثمرين أجانب مقابل خدمات جنسية مع مومسات. مما حذى بإدارة شرطة سول في بدء التحقيق في مزاعم الدعارة. في نفس اليوم نفت شركة «يوري هولدينغ» اداعاءات الدعارة لرشوة المستثمرين،  فيما صرحت وكالة المغني واي جي إنترتينمنت بأن المحادثات مفبركة وسوف تقوم بالاجراءات القانونية اللازمة عقبت على إثرها القناة على لسان مراسلتها بأنها قدمت المحادثات الأصلية للشرطة. في 27 فبراير 2019، وصل سنغري إلى مركز الشرطة حيث أجريت له الجولة الأولى من فحوصات البول والشعر ضد تعاطي المخدرات والتي جاءت نتائجها سلبية،  خضع بعدها الفنان لاستجواب استغرق ثماني ساعات و30 دقيقة حول تهم توزيع المخدرات في الملهى وتقديم عاهرات للمستثمرين الاجانب. أنكرها سنغري بالكامل بعد يومين ألغى المغني جميع حفلاته الموسيقية القادمة، بما في ذلك حفلاته الموسيقية في أوساكا وجاكرتا ودول اخرى. في 4 مارس 2019، صرحت شرطة العاصمة سول خلال مؤتمر صحفي أنها لم تتوصل بالرسائل الأصلية للدردشة الخاصة التي قامت قناة SBS FunE الكورية بإذاعتها في 26 فبراير 2019، في المقابل صرحت القناة أن النسخة الأصلية من الرسائل النصية قد حصلت عليها لجنة مكافحة الفساد والحقوق المدنية في 22 فبراير قبل إذاعة تقريرها وهو ما أكدته هذه الأخيرة،  في 10 مارس، أجرى سنغري فحوصات ثانية للمخدرات جاءت نتائجها سلبية،  في المقابل وجهت له الشرطة تهمة تزويد المومسات.
في 11 مارس، نشرت قناة SBS funE تقريرا ثانيا لمحادثات يرجع تاريخها إلى عام 2015، جرت أطوارها في غرفة دردشة خاصة على تطبيق كاكاوتالك بين فنانين من ضمنهم سنغري تضمنت محادثات جنسية مهينة ومقاطع فيديو إباحية مصورة بطريقة غير قانونية بين أحد المشاهير وعدة نساء دون معرفتهن. في نفس اليوم، أعلن المغني سنغري تقاعده من صناعة الترفيه. فيما صرحت شرطة سول خلال مؤتمر صحفي أنها لازالت مستمرة في التحقيق حول كل المزاعم والادعاءات الموجهة ضد المغني بالتنسيق مع وزارة الدفاع الوطني الكوري والأجهزة الأخرى باعتبار تجنيده المرتقب. في 13 مارس فسخت وكالة واي جي إنترتينمنت عقدها مع سنغري. فيما جرى حذف أثار فرقة بيغ بانغ وشركة واي جي إنترتينمنت من ملفه التعريفي على محرك البحث الكوري الشهير نافير في 21 مارس، تم اتهام سنغري وشريكه يو إن سيك بإدارة ناديهم الليلي السابق متحف القرد برخصة مطعم تقليدي بغية تجنب دفع ضرائب إضافية، وخلال تحقيق الشرطة،  اعترف سنغري بعلمه بالمخالفة. بالموازاة احتجز مركز شرطة سول كانغنام الشخص المسؤول عن إدارة الملهى بشأن انتهاك قانون الإصحاح الغذائي واضطر الملهى لدفع غرامة مالية قدرت ب40 مليون وون (35420 دولار) عن مخالفات الترخيص،  فيما يجري التحقيق حول إمكانية تورط شرطة المقاطعة من خلال التستر على المخالفات،  في أعقاب ذلك، نفى محامي سنغري جل ادعاءات تعاطي موكله للمخدرات خلال عيد ميلاده المقام في الفلبين. في 28 مارس، أخضعت الشرطة سنغري للتحقيق بتهمة توزيع مقاطع صور جنسية غير قانونية ملتقطة بكاميرا خفية على غرف دردشة جماعية. اعترف خلالها بأنه نشر اللقطات لكنه لم يصوّرها بنفسه. في نفس اليوم، نشرت قناة MBC الكورية تقارير تحقيقات الشرطة التي تضمنت طلب سنغري من أعضاء غرف الدردشة الجماعية بالتخلص من هواتفهم. في 1 أبريل 2019، اكتشفت الشرطة أن سنغري وشريكه قد قاما باختلاس حوالي 10 ملايين وون (حوالي 7800 يورو) من أموال ملهاهم السابق متحف القرد وتحويلها إلى شركتهم يوري هولدينغ. في 25 أبريل، اعترف شريك أعمال سنغري يو ان سوك للشرطة بأنه قام بتزويد مومسات لمستثمرين يابانيين محتملين كان قد ضاجعهما رفقة صديقه سنغري قبل ذلك. فيما أنكر سنغري ذلك واعترف فقط بتحصيل فاتورة الفندق ببطاقة شركة واي جي إنترتينمنت في 8 مايو 2019، وبعد ما مجموعه أكثر من 17 استجوابًا للشرطة، طلبت وكالة شرطة العاصمة سول إصدار مذكرة توقيف بحق سنغري تضمنت التهم التالية: الوساطة الجنسية في أكثر من ثلاث مناسبات واختلاس الأموال من ملهى الشمس الحارقة وشراء خدمات جنسية لنفسه. خلال جلسة الاستماع بشأن إصدار مذكرة توقيفه في محكمة منطقة سيول المركزية اعترف سنغري فقط بشراء رسوم الخدمة الجنسية فيما أنكر جميع التهم الأخرى المنسوبة إليه. في 14 مايو، رفضت محكمة سول مذكرة توقيف بحق سنغري بتهمة القوادة والاختلاس على أساس أن التهم لا تزال موضع تحقيق وخلاف. في 25 يونيو، وخلال تاريخ تجنيده كشف قسم تحقيقات سول إحالة سنغري إلى النيابة العامة بعدما وجهت له رسميا سبعة تهم جنائية وهي: الوساطة والتحريض على الدعارة (مابين ديسمبر 2015 ويناير 2016)، الاختلاس المهني لأموال ملهى الشمس الحارقة، الاختلاس المهني لأتعاب المحاماة، التحريض على تدمير الأدلة، انتهاك القانون الخاص بقضايا العقوبات الجنائية وما إلى ذلك، بالإضافة إلى خرق الجرائم الجنسية بنشر صور غير قانونية وانتهاك قانون الإصحاح الغذائي في ملهاه السابق.
في 14 غشت 2019، تم احتجاز سنغري رسميًا على ذمة التحقيق للاشتباه في ممارسته المقامرة بصفة دورية وانتهاك قانون معاملات الصرف الأجنبي. في 28 غشت 2019، وفقا لتقارير اعلامية، اعترف سنغري خلال تحقيق دام أكثر من عشر ساعات بلعب القمار في الخارج نافيا في نفس الآن كل تهم التمويل الغير القانونية المتمثلة في استخدام معاملات أجنبية غير مسجلة للتحايل على الأبناك أو ما يعرف ب (hwanchigi).

## الخدمة العسكرية الإلزامية
في 25 مارس 2019، تم تعيين سنغري للتجنيد في مركز تدريب الجيش بنونسان، 
بسبب فضيحة ملهى بورنينغ سان. قدم سنغري طلبًا لتأجيل تاريخ التجنيد بالموازاة مع طلب السلطات،  في 20 مارس، وافقت إدارة القوى العاملة العسكرية منحه تأجيلًا لمدة ثلاثة أشهر إلى غاية (25 يونيو). على أعقاب ذلك، أعلنت إدارة القوى العاملة العسكرية الكورية عن خطط لتعديل القانون بغية منع المطلوبين في التجنيد من الهرب من المساءلة عن الاضطرابات الاجتماعية التي يسببونها أو التحقيقات إذا طلبت منهم سلطات التحقيق ذلك.

## أعمال

### ألبومات
| السنة | معلومات عن الألبوم                                                                                             | الرسم البياني للمبيعات | المبيعات          | أغاني |
| السنة | معلومات عن الألبوم                                                                                             | أوريكون                | المبيعات          | أغاني |
| ----- | --- | ---------------------- | ----------------- | --- |
| 2013  | Let's Talk About Love - أصدر في: 9 أكتوبر 2013 - اللغة: اليابانية - النوع: CD, DVD - إنتاج: YGEX Entertainment | 1                      | - اليابان: 19,958 | الأغاني 1. INTRO [LET'S TALK ABOUT LOVE] 2. 僕を見つめて [GOTTA TALK TO U] 3. GG BE feat. JENNIE KIM of YG NEW ARTIST 4. アイなんていらない [COME TO MY] 5. YOU HOOOO!!! 6. LOVE BOX 7. STRONG BABY feat. G-DRAGON of BIGBANG 8. V.V.I.P 9. I KNOW with May J. 10. MAGIC 11. WHITE LOVE 12. WHAT CAN I DO 13. LET'S TALK ABOUT LOVE feat. G-DRAGON & SOL of BIGBANG (KR Ver.) 14. 僕を見つめて [GOTTA TALK TO U] (Hard Remix Ver.) |

### الأسطوانات المطولة
| السنة | معلومات عن الألبوم | الرسم البياني للمبيعات | المبيعات                         | |
| السنة | معلومات عن الألبوم | مخطط غاون للموسيقى     | المبيعات                         | |
| ----- | --- | ---------------------- | -------------------------------- | --- |
| 2011  | V.V.I.P - أصدر في: 20 يناير 2011 - اللغة: الكورية - النوع: CD، موسيقى للتحميل، تحميل رقمي - إنتاج: واي جي إنترتينمنت               | 1                      | - كوريا: 44,462 - JPN: اليابان   | الأغاني 1. V.V.I.P 2. 어쩌라고 3. 창문을 열어 (FEAT. G-DRAGON) 4. MAGIC 5. I KNOW (WITH. 아이유) 6. WHITE LOVE 7. OUTRO (IN MY WORLD)" |
| 2013  | Let's Talk About Love - أصدر في: 19 أغسطس 2013 - اللغة: الكورية - النوع: CD، موسيقى للتحميل، تحميل رقمي - إنتاج: واي جي إنترتينمنت | 1                      | - كوريا: 77,866 - اليابان: 2,854 | الأغاني 1. LET’S TALK ABOUT LOVE [Feat. G-DRAGON & Taeyang OF BIGBANG] 2. 할말있어요 [GOTTA TALK TO U] 3. GG BE (지지베) [Feat. JENNIE KIM OF YG NEW ARTIST] 4. 그 딴 거 없어 [COME TO MY] 5. YOU HOOOO!!! 6. LOVE BOX 7. 할말있어요 (HARD REMIX VER)" |

### أغاني
- "The Next Day" (2006)
- "Strong Baby" (2008)
- "Gotta Talk To U" (2013)

### أقراص فيديو رقمية
- V World (2011)

### الأفلام
| سنة  | فيلم                          | الدور              |
| ---- | ----------------------------- | ------------------ |
| 2009 | Nineteen                      | Park Min-seo       |
| 2009 | Why Did You Come to My House? | Park Ji-min        |
| 2016 | Big Bang Made                 | Himself            |
| 2016 | High & Low: The Movie         | Lee                |
| 2018 | Love Only                     | Winson / Yun Sheng |

## معلومات
1. ↑  وفقًا للمادة 30 من القانون الخاص الخدمة العسكرية، "لا يجوز للجندي القيام بأي نشاط يهدف إلى الربح بخلاف الخدمة العسكرية ولا يجوز له القيام بأي نشاط آخر في نفس الوقت بدون إذن من وزير الدفاع الوطني. "حيث يحظر نصا على الجندي أن يصبح مديرًا أو مديرًا ماليًا أو شريكًا عامًا يشارك في الأعمال التجارية"[11]
.[12]
2. ↑  تعتبر كانغ كيونغ يون من أشهر الصحفيين الاستقصائيين الذين يحظون باحترام كبير في كوريا الجنوبية، إذ يعود لها الفضل في تفجير العديد من القضايا في البلاد، حيث كانت أول من فجر فضيحة فساد رئيسة كوريا الجنوبية باك غن هي، ثم فضيحة التهرب والاختلاس التي قام بها والدي المغني الكوري ميكرودوت[22]، ثم قضية ابتزاز أفضت لمحاولة انتحار المغنية (Goo Hara) غو هارا[23] بالاضافة إلى حالة التلفيق الخاصة بالمحامي Kang Yongsuk، [24][25] وتغطيتها للعديد من حالات هاشتاغ مي تو (#MeToo).
3. ↑  أفادت التقارير أن الدردشة شملت مغني فرقة إف تي آيلاند (Choi Jonghoon) والمدير التنفيذي لشركة يوري هولدينغ يو ان سوك وموظفا مجهولا يعمل في ملهى الشمس الحارقة
4. ↑  يعتبر محرك البحث الكوري الشهير نافير ثاني أكبر مساهم في وكالة سنغري السابقة واي جي إنترتينمنت بعد استثماره لمبلغ 100 مليون وون (88.5 مليون دولار في ذلك الوقت) في الشركة في عام 2017.[56]

## وصلات خارجية
- سنغري على موقع IMDb (الإنجليزية)
- سنغري على موقع ميوزك برينز (الإنجليزية)
- سنغري على موقع ديسكوغز (الإنجليزية)
- سنغري على موقع قاعدة بيانات الفيلم (الإنجليزية)
- www.ygbigbang.com/seungri